# Unidade 731
Unidade 731 (japonês: 731部隊, Hepburn: Nana-san-ichi Butai) foi uma unidade secreta de pesquisa e desenvolvimento de guerra biológica e química do Exército Imperial Japonês que realizou experimentação humana letal durante a Segunda Guerra Sino-Japonesa (1937-1945), parte da Segunda Guerra Mundial. Foi responsável por alguns dos crimes de guerra mais notórios realizados pelo Império do Japão. A Unidade 731 ficava no distrito de Pingfang de Harbin, a maior cidade do Estado-fantoche japonês da Manchúria (hoje localizado no nordeste da China).
Foi oficialmente conhecido como o Departamento de Prevenção de Epidemia e Purificação de Água do Exército de Guangdong (関東軍防疫給水部本部, Kantōgun Bōeki Kyūsuibu Honbu). Originalmente criada sob a polícia militar Kempeitai do Império Japonês, a Unidade 731 foi comandada até o fim da guerra pelo general Shiro Ishii, um oficial do Exército de Guangdong. A própria instalação foi construída entre 1934 e 1939, e adotou oficialmente o nome "Unidade 731" em 1941.
Alguns historiadores estimam que até 250 mil homens, mulheres e crianças — dos quais ao menos 600 todos os anos foram fornecidos pelos Kempeitai — foram submetidos a experimentos realizados pela Unidade apenas no prédio de Pingfang, que não inclui vítimas de outros locais de experiências médicas, como a Unidade 100.
Os participantes da Unidade 731 atestam que a maioria das vítimas que foram usadas como cobaias eram chinesas, enquanto uma pequena porcentagem eram de prisioneiros de guerra soviéticos, mongóis, coreanos e aliados. Quase 70% das pessoas que morreram no campo de Pingfang eram chinesas, incluindo civis e militares. Cerca de 30% das vítimas eram soviéticas. Alguns outros eram nativos do Sudeste Asiático e de ilhas do Pacífico, na época colônias do Império do Japão e um pequeno número de prisioneiros de guerra aliados. A Unidade recebeu apoio generoso do governo japonês até o final da guerra, em 1945.
Em vez de serem julgados por crimes de guerra, os pesquisadores envolvidos na Unidade 731 receberam imunidade secreta dos Estados Unidos em troca dos dados que eles reuniram através da experimentação humana. Outros que foram presos pelas forças soviéticas foram julgados nos julgamentos de crimes de guerra de Khabarovsk, em 1949. Os estadunidenses não julgaram os pesquisadores para que a informação e a experiência adquiridas por eles através de armas biológicas pudessem ser cooptadas no programa de guerra biológica dos Estados Unidos, como aconteceu com pesquisadores nazistas na Operação Paperclip. Em 6 de maio de 1947, Douglas MacArthur, à época Comandante Supremo das Forças Aliadas, escreveu a Washington, DC, que dados adicionais, como algumas declarações de Ishii, poderiam ser obtidos com japoneses envolvidos desde que a informação fosse mantida nos canais de inteligência e não empregada como "provas de crimes de guerra". Os relatos das vítimas foram, em grande parte, ignorados ou desacreditados no Ocidente como propaganda comunista.
Em 2009, a banda Slayer gravou a música Unit 731, tratando das atrocidades cometidas na unidade.